# Trichospermum richii
Trichospermum richii là một loài thực vật có hoa trong họ Cẩm quỳ. Loài này được (A. Gray) Seem. miêu tả khoa học đầu tiên năm 1861.